# Dzikowy skarb
Dzikowy skarb – powieść Karola Bunscha z roku 1945, rozpoczynająca tzw. cykl piastowski. Na tło historycznych wydarzeń z czasów Mieszka I (chrzest Polski, zajęcie ujścia Odry, bitwa pod Cedynią) rzucono losy dwóch fikcyjnych bohaterów: mocarnego, choć prostodusznego Dzika oraz słabego, lecz chytrego Szmatki.
Książka ta była debiutem Bunscha i "przyniosła mu ogromne wzięcie"; Piotr Kuncewicz w swoim Leksykonie polskich pisarzy współczesnych nazwał ją "sławną". Przez kilka dekad była to lektura szkolna (uzupełniająca).
Powieść oprócz opisów walk mówi o problemach ludzi, którzy nie mając korzeni, gubią się w świecie pełnym zdrady i samolubstwa.

## Fabuła
Treść powieści rozpoczyna się w 963 roku. Z podróży na Zachód wraca syn księcia Ziemomysła – Mieszko. Z podróży tej przywozi dziwnego człowieka niejedzącego raz na siedem dni mięsa, stroniącego od miodu i dziewek, wierzącego w Jedynego Boga. Tymczasem brat Mieszka – Ścibor, w czasie polowania, goniąc wielkiego odyńca, trafia w ostępach puszczy na zbójeckie gniazdo i do swej drużyny przyjmuje ogromnego Gniadego, którego nazywają od tej pory Dzikiem, gdyż zamiast ściganego odyńca to on stał się największą zdobyczą z polowania. Dobrym duchem i Dzika, i samego Mieszka jest niehistoryczny Zbrozło, pełnomocny dyplomata księcia i zapamiętały wróg nawały germańskiej, a wiernym aż do śmierci towarzyszem Dzika - młodszy od niego Tarło, syn władyki polańskiego. Dzik, wyrwawszy się z życia w głuszy, smakuje w winie i kobietach, co często sprowadza na niego kłopoty, podobnie jak jego buta i odwaga. 